# Iphiaulax mamivaensis
Iphiaulax mamivaensis är en stekelart som beskrevs av Cameron 1905. Iphiaulax mamivaensis ingår i släktet Iphiaulax och familjen bracksteklar. Inga underarter finns listade i Catalogue of Life.